# Альбертсон (Нью-Йорк)
Альбертсон (англ. Albertson) — переписна місцевість (CDP) в США, в окрузі Нассау штату Нью-Йорк. Населення — 5182 особи (2010).

## Географія
Альбертсон розташований за координатами 40°46′18″ пн. ш. 73°38′53″ зх. д. / 40.77167° пн. ш. 73.64806° зх. д. (40.771580, -73.648155).  За даними Бюро перепису населення США в 2010 році переписна місцевість мала площу 1,76 км², уся площа — суходіл.

## Демографія
Згідно з переписом 2010 року, у переписній місцевості мешкали 5182 особи в 1789 домогосподарствах у складі 1398 родин. Густота населення становила 2944 особи/км².  Було 1850 помешкань (1051/км²).
Расовий склад населення:
| - 70,4 % — білих - 24,3 % — азіатів - 0,3 % — чорних або афроамериканців - 0,1 % — корінних американців - 2,1 % — осіб інших рас |

До двох чи більше рас належало 2,8 %. Частка іспаномовних становила 7,3 % від усіх жителів.
За віковим діапазоном населення розподілялося таким чином: 21,9 % — особи молодші 18 років, 59,3 % — особи у віці 18—64 років, 18,8 % — особи у віці 65 років та старші. Медіана віку мешканця становила 44,3 року. На 100 осіб жіночої статі у переписній місцевості припадало 94,6 чоловіків;  на 100 жінок у віці від 18 років та старших — 90,9 чоловіків також старших 18 років.
Середній дохід на одне домашнє господарство  становив 120 031 долар США (медіана — 108 750), а середній дохід на одну сім'ю — 130 769 доларів (медіана — 119 151). Медіана доходів становила 71 760 доларів для чоловіків та 53 125 доларів для жінок. За межею бідності перебувало 2,8 % осіб, у тому числі 0,0 % дітей у віці до 18 років та 4,4 % осіб у віці 65 років та старших.
Цивільне працевлаштоване населення становило 2506 осіб. Основні галузі зайнятості: освіта, охорона здоров'я та соціальна допомога — 28,6 %, науковці, спеціалісти, менеджери — 16,0 %, фінанси, страхування та нерухомість — 13,4 %, роздрібна торгівля — 11,2 %.